# Stazione di Königstraße
La stazione di Königstraße è una fermata ferroviaria posta lungo la City-S-Bahn, il passante ferroviario sotterraneo che serve la città tedesca di Amburgo.

## Strutture e impianti
La fermata è posta alla progressiva chilometrica 4,9 della City-S-Bahn, fra la fermata di Reeperbahn e la stazione di Amburgo-Altona.

## Movimento
La fermata è servita dalle linee S1 e S3 della S-Bahn.